# Răcoasa (gmina)
Răcoasa – gmina w Rumunii, w okręgu Vrancea. Obejmuje miejscowości Gogoiu, Mărăști, Răcoasa, Varnița i Verdea. W 2011 roku liczyła 3162 mieszkańców.